# 2waytraffic
A 2waytraffic egy televíziós produkciós cég, amelynek székhelye a hollandiai Hilversumban található. 2004-ben alapították az Endemol korábbi vezetői, Kees Abrahams, Unico Glorie, Taco Ketelaar és Henk Keilman. 2022-ben Londonban, New Yorkban, Budapesten, Bukarestben, Stockholmban és Madridban van irodája. Több betelefonálós kvízműsort is készített.
2006-ban három céget is felvásárolt: az Emexust, az Intellygentst és a Celadort.

## Története
A vállalat 2006-ban jelentősen bővült három felvásárlással, kezdve az Emexusszal, amely technológiai platformot biztosít a mobilmarketing, a mobil szórakoztatás és a mobilinternet területén a tartalom-összesítéshez, valamint a szolgáltatások és alkalmazások szállításához júniusban, majd augusztusban a tartalomfejlesztő Intellygents. . A legfigyelemreméltóbb megszerzése azonban az Egyesült Királyság Celador International cégének és programkönyvtárának jogai volt, köztük a nemzetközi Who Wants to Be a Millionaire? franchise, 2006. december 1-jén.
2007. márciusa 14-én a Celador International Limited újraindult 2waytraffic International néven.
Sony korszak
2008. június 4-én a 2waytraffic-et megvásárolta a 2JS Productions, a Sony Pictures Entertainment leányvállalata. Szeptember 29-én a 2waytraffic lett az SPTI szórakoztató formátumainak forgalmazója.
2009. április 1-jén a Sony Pictures Entertainment az SPT tető alá vonta egyesült államokbeli és nemzetközi televíziós társaságait, mint például a 2waytraffic, az Embassy Row, a Starling, a Teleset és a Lean-M. A Sony Pictures Television International mostantól csak név szerint működik.
2012 áprilisában a „Sony Pictures Television International Formats” nevet kapta, és a 2waytraffic logót a következő években a Sony Pictures Television logó váltja fel a nemzetközileg engedélyezett műsorokon. Jelenleg a Sony Pictures Television csak néven belüli egysége, a 2waytraffic formátumainak szerzői jogai jelenleg a CPT Holdings, Inc.-hez, a Sony Pictures Television mögött álló egyik vállalathoz tartoznak.

## Vállalatok 2waytraffic szerint
2waytraffic International, Sony Pictures Television
A korábban Celador International néven ismert cég több mint 200 játékshow-formátumot birtokol, forgalmaz, licencel és üzemeltet, mint például a Who Wants to Be a Millionaire? az Egyesült Államokban, az Egyesült Királyságban, Kelet-Európában és az északi országokban. Miután az SPE felvásárolta a 2waytrafic-ot, a nemzetközi leányvállalat a 2waytraffic International, a Sony Pictures Television lett, és Ed Louwerse lett a vezetője.
Emexus csoport
Az Emexus egy mobil megoldásokkal foglalkozó vállalat, amelyet 2006. június 13-án vásárolt meg a 2waytraffic, amelyet később 2waytraffic Mobile névre kereszteltek.
Intelligensek
Az Intellygentset 2002-ben alapították az Endemol korábbi alkalmazottai, Kirsten van Nieuwenhuijzen és Mark van Berkel, és 2006. július 11-én vásárolta meg a 2waytraffic. Ez egy kreatív fejlesztő cég az intelligens szórakoztatás terén, olyan formátumokkal, mint az That's the Question., Take It or Leave It, A legnagyobb jogdíjszakértő és a Ki akar lenni milliomos első spin-off játékműsora 50:50.
2010-ben, miután a Sony felvásárolta a Tuvalu Media 60%-át, az Intellygents beépült a vállalatba.
2013 decemberében Tuvalu vezetése egyesítette erőit a Karmign finanszírozó céggel, hogy megszerezze az SPT 60%-os részesedését a vállalatban. Az Intellygents márka ekkorra már megszűnt, bár formátumai továbbra is Tuvalunál maradtak.